# Devante Smith-Pelly
Devante Smith-Pelly (né le 14 juin 1992 à Scarborough, en Ontario au Canada) est un joueur professionnel canadien de hockey sur glace évoluant au poste d'ailier droit.

## Biographie
Smith-Pelly fait ses débuts en junior avec les St. Michael's Majors de Mississauga en 2008-2009. Il a été repêché en 2010 lors du repêchage d'entrée par les Ducks d'Anaheim au 42e rang du deuxième tour. 
En mai 2011, les St. Michael's Majors jouent la Coupe Memorial 2011 de la Ligue canadienne de hockey en tant qu'équipe hôte. Ils perdront toutefois la finale 3-1 face aux Sea Dogs de Saint-Jean de la Ligue de hockey junior majeur du Québec (LHJMQ). Avec six points en cinq matchs, il fait partie de l'équipe d'étoiles du tournoi en compagnie de Jonathan Huberdeau et Andrew Shaw.
Il fait ses débuts professionnels en 2011-2012 avec les Ducks. Fin 2011, les Ducks prêtent Smith-Pelly à l'équipe du Canada en vue du championnat du monde junior 2012 qui se tient en Alberta. Brett Connolly du Lightning de Tampa Bay a également été prêté à l'équipe. Lors du premier match, alors que le Canada gagne 8-1 contre l'équipe de Finlande, Smith-Pelly se casse un os du pied gauche en voulant bloquer un tir. Absent pour quatre à six semaines, son tournoi est déjà terminé. Il fait tout de même partie de l'effectif canadien qui remporte la médaille de bronze à la fin du championnat.
Le 24 février 2015, il est échangé aux Canadiens de Montréal en retour de Jiří Sekáč. Le 29 février 2016, il est échangé aux Devils du New Jersey en retour de Stefan Matteau. Le 30 juin 2017, il est placé au ballottage par les Devils du New Jersey dans le but de racheter son contrat. Le lendemain, son contrat est racheté. Le 3 juillet 2017, il paraphe une entente d'un an à deux volets d'une valeur de 650 000 $ avec les Capitals de Washington.
Le 30 décembre 2022, il annonce mettre un terme à sa carrière.

## Statistiques

### En club
| Saison     | Équipe                              | Ligue          |     | Saison régulière | Saison régulière | Saison régulière | Saison régulière | Saison régulière |    | Séries éliminatoires | Séries éliminatoires | Séries éliminatoires | Séries éliminatoires | Séries éliminatoires |
| Saison     | Équipe                              | Ligue          | PJ  | B                | A                | Pts              | Pun              | PJ               | B  | A                    | Pts                  | Pun                  |                      |                      |
| 2008-2009  | St. Michael's Majors de Mississauga | LHO            | 57  | 13               | 12               | 25               | 24               | 11               | 2  | 3                    | 5                    | 4                    |                      |                      |
| 2009-2010  | St. Michael's Majors de Mississauga | LHO            | 60  | 29               | 33               | 62               | 35               | 16               | 8  | 6                    | 14                   | 20                   |                      |                      |
| 2010-2011  | St. Michael's Majors de Mississauga | LHO            | 67  | 36               | 30               | 66               | 50               | 20               | 15 | 6                    | 21                   | 16                   |                      |                      |
| 2011       | St. Michael's Majors de Mississauga | Coupe Memorial | -   | -                | -                | -                | -                | 5                | 3  | 3                    | 6                    | 4                    |                      |                      |
| 2011-2012  | Ducks d'Anaheim                     | LNH            | 49  | 7                | 6                | 13               | 16               | -                | -  | -                    | -                    | -                    |                      |                      |
| 2011-2012  | Crunch de Syracuse                  | LAH            | 4   | 0                | 1                | 1                | 2                | -                | -  | -                    | -                    | -                    |                      |                      |
| 2012-2013  | Admirals de Norfolk                 | LAH            | 65  | 14               | 18               | 32               | 65               | -                | -  | -                    | -                    | -                    |                      |                      |
| 2012-2013  | Ducks d'Anaheim                     | LNH            | 7   | 0                | 0                | 0                | 0                | -                | -  | -                    | -                    | -                    |                      |                      |
| 2013-2014  | Admirals de Norfolk                 | LAH            | 55  | 27               | 16               | 43               | 29               | -                | -  | -                    | -                    | -                    |                      |                      |
| 2013-2014  | Ducks d'Anaheim                     | LNH            | 19  | 2                | 8                | 10               | 2                | 12               | 5  | 0                    | 5                    | 24                   |                      |                      |
| 2014-2015  | Ducks d'Anaheim                     | LNH            | 54  | 5                | 12               | 17               | 12               | -                | -  | -                    | -                    | -                    |                      |                      |
| 2014-2015  | Canadiens de Montréal               | LNH            | 20  | 1                | 2                | 3                | 12               | 12               | 1  | 2                    | 3                    | 2                    |                      |                      |
| 2015-2016  | Canadiens de Montréal               | LNH            | 46  | 6                | 6                | 12               | 22               | -                | -  | -                    | -                    | -                    |                      |                      |
| 2015-2016  | Devils du New Jersey                | LNH            | 18  | 8                | 5                | 13               | 8                | -                | -  | -                    | -                    | -                    |                      |                      |
| 2016-2017  | Devils du New Jersey                | LNH            | 53  | 4                | 5                | 9                | 12               | -                | -  | -                    | -                    | -                    |                      |                      |
| 2017-2018  | Capitals de Washington              | LNH            | 75  | 7                | 9                | 16               | 38               | 24               | 7  | 1                    | 8                    | 12                   |                      |                      |
| 2018-2019  | Capitals de Washington              | LNH            | 54  | 4                | 4                | 8                | 15               | 3                | 0  | 0                    | 0                    | 0                    |                      |                      |
| 2018-2019  | Bears de Hershey                    | LAH            | 20  | 6                | 8                | 14               | 2                | -                | -  | -                    | -                    | -                    |                      |                      |
| 2019-2020  | HC Red Star Kunlun                  | KHL            | 36  | 8                | 3                | 11               | 40               | -                | -  | -                    | -                    | -                    |                      |                      |
| 2020-2021  | Reign d'Ontario                     | LAH            | 14  | 0                | 1                | 1                | 4                | -                | -  | -                    | -                    | -                    |                      |                      |
| 2021-2022  | Rocket de Laval                     | LAH            | 24  | 4                | 4                | 8                | 6                | 7                | 0  | 0                    | 0                    | 4                    |                      |                      |
| Totaux LNH | Totaux LNH                          | Totaux LNH     | 395 | 44               | 57               | 101              | 137              | 51               | 13 | 3                    | 16                   | 38                   |                      |                      |

### En équipe nationale
| Année | Équipe     | Compétition                 |   | PJ | B | A | Pts | Pun                |  | Résultat |
| 2012  | Canada U20 | Championnat du monde junior | 1 | 0  | 0 | 0 | 0   | Médaille de bronze |  |          |